# Манучаров В'ячеслав Рафаельович
 В'ячеслав Рафаельович Манучаров (нар. 6 жовтня 1981, Москва, СРСР) — російський актор театру і кіно та пропагандист. Підтримує Путінський режим та війну проти України.
Фігурант бази даних центру «Миротворець».

## Біографія
Народився 6 жовтня 1981 року в родині директора першої хутряної фабрики міста Москви Рафаеля Манучарова та директора салону «Чародійка» Надії Шепелєвої-Копєйко. В'ячеслав походить з давнього вірменського роду Манучарянц (таким спочатку було прізвище предків актора по батьківській лінії), по материнській лінії веде історію від старовинного дворянського роду корінних москвичів Князів Шепелєва, що були в прямому спорідненні з Мусін-Пушкіними. Його бабуся, Шушаніка Манучарянц, була особистим секретарем і бібліотекарем В. І. Леніна. У дитячий сад він не ходив, його вихованням займалася бабуся, дружина генерала; влітку В'ячеслав постійно проводив час на генеральських урядових дачах у Передєлкіно, Цхалтубо (Грузія) та Саулкрасти (Латвія).
В'ячеслав навчався в школі з хімічним ухилом при хімфаку МДУ. Будучи школярем, почав зніматися в «Простих істинах» — першому російському молодіжному серіалі. 2003 року закінчив Театральне училище ім. Щукіна (курс Р. Овчинникова). В 2003—2009 роках працював у Російському академічному молодіжному театрі.РАМТ
У 2008 році В'ячеслав прийняв пропозицію стати актором найяскравішого проекту року — шоу пародій «Велика різниця». За всі роки роботи в проекті В'ячеслав зіграв найвідоміших і популярних персон російського та світового шоу-бізнесу.
У 2009 році на великі екрани виходить фільм «Ласкавий травень». В'ячеслав грає головну роль — Андрія Разіна. Фільм має великий успіх на території Росії і країн СНД.
У 2010 році на Першому каналі з В'ячеславом стартувало кулінарне шоу "Смак Життя". Його співведучою стала Вікторія Агапова. [1]
У грудні 2011 року В'ячеслав Манучаров покинув проект "Велика різниця".
У 2011 році почав вести на Муз-ТВ програми «10 приводів закохатися» і «Cosmopolitan: Відеоверсія».
З 31 серпня 2013 веде музичне шоу «З пісні слів не викинеш!» на каналі НТВ".
З 2012 року працює в трупі Театру Естради імені Аркадія Райкіна (Санкт-Петербург).

## Санкції
У червні 2024 року проти Манучарова введено персональні санкції ЄС за підтримку путінського режиму.

## Особисте життя
У квітні 2010 року одружився зі студенткою Вікторією Селіверстовою (1988—2017); в шлюбі в жовтні народилася дочка Аріна. Через рік пара розлучилася.
У березні 2015 року в Нью-Йорку в цивільному шлюбі з американкою російського походження Дорою Надеждиной народилася дочка Ніна, в січні 2017 року син Данило.

## Визнання та нагороди

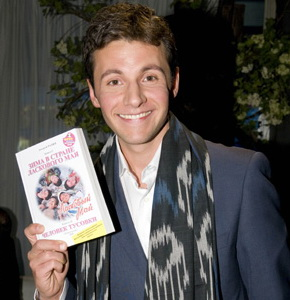
На прем'єрі фільму "Ласковий май "у жовтні 2009 року

- * 2003 Лауреат конкурсу ім. Смоленського
- * 2002 Лауреат конкурсу ім. А. Миронова
- * 2007 Премія газети «Московський комсомолець» «за найкращу чоловічу роль другого плану в категорії „Початківці“ за роль Єгорушки в спектаклі Самогубець».
- * 2015 Премія Fashion People Awards-2015 «Актор року»
- * 2018 Медаль «75 років Кемеровської області» 2018 рік
- * Заслужений артист Російськой Федерації (3 травня 2018) — за великий внесок в розвиток вітчизняної культури і мистецтва, багатолітню плідну діятльність[6].

## Театральні роботи
- 1999 — «Незнайко-мандрівник». Реж. — Олексій Веселкін, Олексій Блохін — Пілюлькін
- 1989 — «Пригоди Тома Сойєра». Реж. — Д. Кренні — Джо Харпер
- 2001 — «Лоренцаччо». Реж. — Олексій Бородін —Вентурі
- 2004 — «Вишневий сад». Реж. — Олексій Бородін — Гість
- «Forever» — Ессі
- «Пігмаліон» — Фредді
- «Повелитель мух»  Саймон
- «Попелюшка»  чарівник, капрал
- «Forever» —  Ессі
- «Пігмаліон» —  Фредді
- «Під сурдинку» моноспектакль на вірші Саші Чорного, головна роль
- «Прекрасні люди»  Шпігельскій
- «Ераст Фандорін»  Ахтирцев  — провідник у поїзді
- «Чисто англійське привид»  Герцог Чеширський
- 2007 «Самогубець»  Єгорушка
- 2013 — «Сусід на тиждень, не більше!» Реж. Валерій Гаркалін  Поль
- 2012 — «Уявний хворий». Реж. — Ніна Чусова[7]
- 2017 — «Яма»  Горізонт
- «Калина червона»  Петро
- «Москва і москвичі»  голос автора за кадром

### «Велика різниця»
Були спародійовано:
- Марат Башаров (1, 14 випуск)
- Сергій Звєрєв (1 випуск)
- Сергій Безруков (1 випуск)
- Андрій Курпатов (1 випуск)
- Ільдар Жандарьов (3 випуск)
- Іван Ургант (6, 11 випуск)
- Вадим Галигін (6 і 14 випуск)
- Андрій Малахов (6 і 10 випуск)
- Стас Костюшкін (8 і 19 випуск)
- Арсен Венгер (9 випуск)
- Віктор Коклюшкин (9 і 18 випуск)
- Микола Цискарідзе (15 випуск)
- Владислав Вєтров (15 випуск)
- Владислав Флярковський (15 випуск)
- Хьюго Вівінг (17 випуск)
- Олексій Єгоров (16 випуск)
- Антон Савлепов (16 випуск)
- Микола Гоголь (19 випуск)
- Діма Білан (20 випуск)
- Іван Моховиків (20 випуск)
- Ігор Старигін (21 випуск)
- Дмитро Шепелєв (21 випуск)
- Олександр Масляков-молодший (23 випуск)
- Ілля Олейников (Олів'є-шоу 2010)
- Георгій Віцин (Олів'є-шоу 2010)
- Деніел Редкліфф (30.05.2010)
- Томас Андерс (Modern Talking) (Велика Різниця в Одесі 2010)
- Олександр Волков (43 випуск)

## Фільмографія
| Рік                                              |   | Українська назва                        | Оригінальна назва                                                         | Роль                           |
| ------------------------------------------------ | - | --------------------------------------- | ------------------------------------------------------------------------- | ------------------------------ |
| 1999                                             | с | Прості істини                           | Простые истины Павло Бєлкін                                               |                                |
| 2002                                             | с | Мій кордон                              | Моя граница Бормут (рядовий)                                              |                                |
| 2003                                             | ф | Трапеція (Італія)                       | Трапеция (Италия) хлопчик                                                 |                                |
| 2003                                             | ф | Чудо-парк (короткометражний)            | Чудо-парк (короткометражный)                                              |                                |
| 2003                                             | ф | Російський ковчег                       | Русский ковчег солдат                                                     |                                |
| 2003                                             | ф | Медовий місяць                          | Медовый месяц Колька                                                      |                                |
| 2004                                             | ф | Викрадачі книг                          | Похитители книг рожевощокий                                               |                                |
| 2004                                             | ф | Сищик                                   | Сыщики 3 (фильм 9. «По трамвайному билету») другий кишеньковий злодій     |                                |
| 2005                                             | ф | Ад'ютанти любові                        | Адъютанты любви Ежен Богарне                                              |                                |
| 2005                                             | ф | Аеропорт 22 серія                       | Аэропорт епізод                                                           |                                |
| 2006—[[Закон і порядок у кіно\|Закон і порядок]] | с | Закон и порядок. Преступный умысел      | Рудик (патологоанатом)                                                    |                                |
| 2006                                             | ф | Папараца                                | Папараца Антон                                                            |                                |
| 2006—[[Кодекс честі-3 у кіно\|Кодекс честі-3]]   | с | Кодекс чести-3                          | фільм 1 Гриша                                                             |                                |
| 2007                                             | ф | Смокінг по-рязанськи                    | Смокинг по-рязански Семен Ратько                                          |                                |
| 2007                                             | с | Татусеві дочки                          | Папины дочки заробітчанин                                                 |                                |
| 2008                                             | ф | Небезпечний зв'язок                     | Опасная связь Ігор                                                        |                                |
| 2008                                             | с | Моя прекрасна няня                      | Моя прекрасная няня (серия 149. «Утечка информации») Олег, артист мюзиклу |                                |
| 2008                                             | ф | П'ять кроків по хмарах                  | Пять шагов по облакам — ведучий заходу                                    |                                |
| 2009                                             | ф | Останній вагон                          | Последний вагон пасажир                                                   |                                |
| 2009                                             | ф | Лапа моя (короткометражний фільм, 2009) | Лапа моя головна роль                                                     |                                |
| 2009                                             | ф | Ласковий май                            | Ласковый май                                                              | Андрій Разін                   |
| 2009                                             | ф | Анна Кареніна                           | Анна Каренина Микола Щербацький                                           |                                |
| 2009                                             | ф | Відблиски                               | Отблески                                                                  | Ігор Дмитрович Шевцов          |
| 2010                                             | ф | Глухар в кіно                           | Глухарь в кино                                                            | Олег Петрович Зінкевич, мажор  |
| 2010                                             | ф | Хроніки зради                           | Хроники измены                                                            | Єгор                           |
| 2010—[[Робінзон у кіно\|Робінзон]]               | с | Робинзон                                | 'Сергій Балаян'                                                           |                                |
| 2010                                             | ф | Діаманти. Крадіжка                      | Бриллианты.Похищение продавець діамантів реж. Рустам Хамдамов             |                                |
| 2010                                             | ф | Будинок зразкового утримання            | Дом образцового содержания                                                | Ігор                           |
| 2010                                             | с | Щастя є                                 | Счастье есть                                                              | Павло Каменський, викладач     |
| 2011                                             | ф | Кохання-зітхання 3                      | Любовь-морковь 3                                                          | Міша                           |
| 2011                                             | ф | Моя шалена родина                       | Моя безумная семья                                                        | Максим                         |
| 2013                                             | ф | Країна хороших діточок                  | Страна хороших деточек Повноважний представник                            |                                |
| 2013                                             | ф | До побачення, хлопчики                  | До свидания, мальчики Олексій Єгоров                                      |                                |
| 2014                                             | ф | Хлопчики+дівчатка=                      | Плоский                                                                   |                                |
| 2014                                             | с | Бігуча від кохання                      | Бегущая от любви                                                          | Віктор Панков                  |
| 2016                                             | с | Опікун                                  | Опекун                                                                    | Ігор Мещеряков                 |
| 2016                                             | ф |                                         | Шоколадна фабрика                                                         | Шоколадная фабрика / 'інженер' |
| 2017                                             | с | Чисто московські вбивства               | Чисто московские убийства                                                 | Сергій Єрохін                  |
| 2018                                             | ф |                                         | Короткі хвилі                                                             | Короткие волны / ' '           |
| 2018                                             | с | Декабристка                             | Декабристка                                                               | Соболев                        |
| 2019                                             | с | Пекар і красуня                         | Пекарь и красавица                                                        | ведучий                        |
| 2019                                             | с | Утриманки                               | Содержанки                                                                | ведучий                        |

## Музична творчість
- 2011 — Записав декілька ретро-шлягерів, виконуваних на світських заходах[8].